# Józefówka
Józefówka (pronunciación en polaco: /juzɛˈfufka/) es un pueblo en el distrito administrativo de Gmina Rachanie, dentro del Distrito de Tomaszów Lubelski, Voivodato de Lublin, en el este de Polonia. Se encuentra a unos 14 kilómetros al noreste de Tomaszów Lubelski y 105 kilómetros al sureste de la capital regional Lublin.